# Radulfo I di Turingia
Radulfo I di Turingia (fl. VII secolo) fu duca della marca di Turingia (dux Thoringiae) dal 632 circa fino alla sua morte, avvenuta dopo il 642. Dopo la sua morte gli successero i figli Teodebaldo ed Hedan I.
Secondo la cronaca di Fredegario, era figlio dell'aristocratico franco Camaro. Nel 632 il re merovingio Dagoberto I lo nominò dux della marca che aveva costituito sul territorio dell'ex regno dei Turingi, situato nella regione attorno al fiume Meno, il quale era stato conquistato dal Regno franco nel 531.
Il suo compito era proteggere il confine orientale del regno franco, segnato dal fiume Saale, dalla minaccia rappresentata dalla confederazione di tribù slave guidata da Samo, che aveva inflitto ai franchi una pesante sconfitta nella battaglia di Wogastisburg del 631. Radulfo combatté gli slavi con successo, ma preferì non spostare verso est la frontiera franca.
Al fine di mantenere la sua autonomia, Radulfo si alleò con Fara, un aristocratico appartenente alla dinastia degli Agilolfingi di Baviera che governava su un grande territorio lungo il fiume Meno, e si ribellò ai sovrani merovingi. Attorno al 640 il re dei Franchi d'Austrasia Sigeberto III, accompagnato dai suoi maestri di palazzo Adalgiso e Grimoaldo il Vecchio, marciò contro gli insorti e dapprima mise in rotta facilmente le truppe di Fara, mentre lo stesso Agilolfingio fu ucciso in battaglia. Tuttavia, una volta giunte in Turingia, l'esercito regio non riuscì a sconfiggere Radulfo, che si era trincerato nella sua fortezza sul fiume Unstrut, e ciò si verificò anche perché aveva ottenuto il sostegno di un numero significativo di forze franche. Nel 642 Radulfo sconfisse Sigeberto e assunse il titolo di rex Thuringorum.
La tradizione storiografica successiva ha indicato nel suo successo una prova della veridicità del fenomeno dei roi fainéant.